# Malva waziristanensis
Malva waziristanensis är en malvaväxtart som beskrevs av Blatter. Malva waziristanensis ingår i Malvasläktet som ingår i familjen malvaväxter. Inga underarter finns listade i Catalogue of Life.